# Andrea Secchiero
Andrea Secchiero (Milán, 25 de enero de 1988) es un deportista italiano que compite en acuatlón. Ganó una medalla de plata en el Campeonato Europeo de Acuatlón de 2019.

## Palmarés internacional
| Campeonato Europeo | Campeonato Europeo     | Campeonato Europeo | Campeonato Europeo |
| Año                | Lugar                  | Medalla            | Prueba             |
| ------------------ | ---------------------- | ------------------ | ------------------ |
| 2019               | Târgu Mureș ( Rumania) | Medalla de plata   | Individual         |